# Leptispa allardi
Leptispa allardi là một loài bọ cánh cứng trong họ Chrysomelidae. Loài này được Baly, 18 miêu tả khoa học năm 1890.